# Desirée Goyette
 (août 2017).
Si vous disposez d'ouvrages ou d'articles de référence ou si vous connaissez des sites web de qualité traitant du thème abordé ici, merci de compléter l'article en donnant les références utiles à sa vérifiabilité et en les liant à la section « Notes et références ».
Pour les articles homonymes, voir Goyette.
Desirée Goyette, née le 25 décembre 1960, est une actrice, une compositrice de musique de film d’animation et productrice de télévision américaine.

## Biographie
Desirée Goyette a signé une partie de ses créations musicales avec son mari Ed Bogas.

## Filmographie

### comme actrice
- 1981 : The New You Asked for It (série TV) : Co-host
- 1983 : Garfield on the Town (en) (TV) : Girl Cat 1 (voix)
- 1984 : It's Flashbeagle, Charlie Brown (TV) : Vocals by (voix)
- 1984 : Garfield in the Rough (en) (TV) : Girl Cats (voix)
- 1985 : The Romance of Betty Boop (TV) : Betty Boop (voix)
- 1985 : Jem (série TV) : Danse / Additional Voices (voix)
- 1985 : Garfield in Disguise (en) (TV) : Woman at Door (voix)
- 1986 : Happy New Year, Charlie Brown! (TV) : Singer (voix)
- 1986 : Garfield in Paradise (en) (TV) : Owooda (voix)
- 1987 : No Man's Valley : Pat the passenger pigeon (voix)
- 1987 : Cathy (TV) : Brenda (voix)
- 1988 : Garfield et ses amis (série TV) : Nermal (voix)
- 1988 : Garfield: His 9 Lives (TV) : Chloe
- 1989 : Garfield's Babes and Bullets (TV) : Tanya (voix)
- 1999 : Nuttiest Nutcracker (vidéo) : Sparkle (voix)

### comme compositeur
- 1980 : It's an Adventure, Charlie Brown (TV)
- 1982 : Here Comes Garfield (en) (TV)
- 1983 : The Charlie Brown and Snoopy Show (série TV)
- 1983 : Garfield on the Town (en) (TV)
- 1984 : It's Flashbeagle, Charlie Brown (TV)
- 1984 : Garfield in the Rough (en) (TV)
- 1985 : Garfield in Disguise (en) (TV)
- 1986 : Happy New Year, Charlie Brown! (TV)
- 1986 : Wrinkles: In Need of Cuddles (vidéo)
- 1986 : Garfield in Paradise (en) (TV)
- 1987 : A Garfield Christmas Special (en) (TV)
- 1988 : Garfield et ses amis (série TV)
- 1988 : Garfield: His 9 Lives (TV)
- 1989 : Garfield's Babes and Bullets (TV)
- 1989 : Garfield's Thanksgiving (TV)
- 1991 : Garfield Gets a Life (TV)
- 2004 : A Lot in Common (TV)

### comme productrice
- 1985 : You're a Good Man, Charlie Brown (TV)